# Лечерия
Лечерия (исп. Lechería) — город на северо-востоке Венесуэлы, на территории штата Ансоатеги. Является административным центром муниципалитета Диего-Баутиста-Урбанеха.

## История
Первое испанское поселение на месте современного города было основано в 1535 году. Однако через год оно было покинуто в связи с сопротивлением оказанным местным индейским населением. В конце XVIII века по распоряжению испанской колониальной администрацией на холме Серро-эль-Морро был возведён форт, призванный защитить от пиратов участок морского пути между портами Барселона и Кумана. В середине XIX века начала бурно развиваться молочная промышленность, обеспечивающая нужды близлежащей Барселоны. В этот период времени город получил своё современное название (слово lechería в испанском языке означает «молочная ферма»). Во второй половине XX века в Лечерии активно развивалась сфера курортного отдыха.

## Географическое положение
Лечерия расположена в северной части штата, на побережье Карибского моря, к северу от города Барселона. Абсолютная высота — 0 метров над уровнем моря.

## Климат
Климат города характеризуется как жаркий семиаридный (BSh в классификации климатов Кёппена). Среднегодовое количество атмосферных осадков — 580 мм. Средняя годовая температура составляет 27 °C.

## Население
По данным переписи 2011 года численность населения Лечерия составляла 37 829 человек.
Динамика численности населения города по годам:
| 2001   | 2011   |
| ------ | ------ |
| 21 200 | 37 829 |